# جامعة روستوف الطبية الحكومية
جامعة روستوف الطبية الحكومية هي واحدة من أقدم كليات الطب في روسيا. تقع في روستوف على نهر الدون، عاصمة الكيان الفدرالي الروسي روستوف أوبلاست في جنوب شرق روسيا. تأسست عام 1918. تُعرف الجامعة أيضًا باسم معهد روستوف الطبي الحكومي وجامعة ولاية روستوف الطبية الحكومية.

## التاريخ
في عام 1915، تم نقل قسم الطب في جامعة وارسو الروسية إلى روستوف وهذا أدى إلى جامعة روستوف الطبية الحكومية الحالية. تم تشكيلها في البداية كقسم، في عام 1930 تحولت إلى معهد طبي. كان هناك حوالي 295 طبيبًا متخرجًا في أول دفعة من الجامعة.
في عام 1980 وبسبب التنوع في الطلاب الذين التحقوا بالجامعة، تم منح جائزة وسام الصداقة للجامعة. مع تمثيل الطلاب من جميع أنحاء العالم.
في عام 1994، تم تغيير اسم معهد روستوف الطبي، وهو أكبر مركز للتدريب والبحث والعلاج الأساسي في جنوب روسيا، إلى جامعة روستوف الطبية.

## وصلات خارجية
- الموقع الرسمي